# Mount Marcus Baker
Der Mount Marcus Baker ist mit 4016 m der höchste Berg der Chugach Mountains im Süden Alaskas, 121 km östlich von Anchorage. Durch seine Nähe zur Küste beträgt seine Schartenhöhe 3269 m, womit er in dieser Hinsicht zu den 75 höchsten Bergen der Erde gehört. An seiner Westflanke liegt der rund 40 km lange Knik-Gletscher.
Ursprünglich trug der Berg den Namen Mount Saint Agnes, der ihm nach Aussage von Bradford Washburn von James W. Bagley, einem Angehörigen des United States Geological Survey, in Anlehnung an den Vornamen seiner Frau gegeben wurde. Später wurde er zu Ehren des Kartografen und Geologen Marcus Baker auf seinen heutigen Namen umbenannt.
Die Erstbesteigung des Mount Marcus Baker fand am 19. Juni 1938 unter Leitung von Bradford Washburn statt. Die heute am häufigsten genutzte Route zum Gipfel verläuft über die Nordflanke. Obwohl der Berg nicht so hoch ist wie der Denali, ist seine Besteigung durch die entlegene Position und dem damit verbundenen langen Ein- und Anstieg mit diesem vergleichbar.